# Ghazalis filmstad

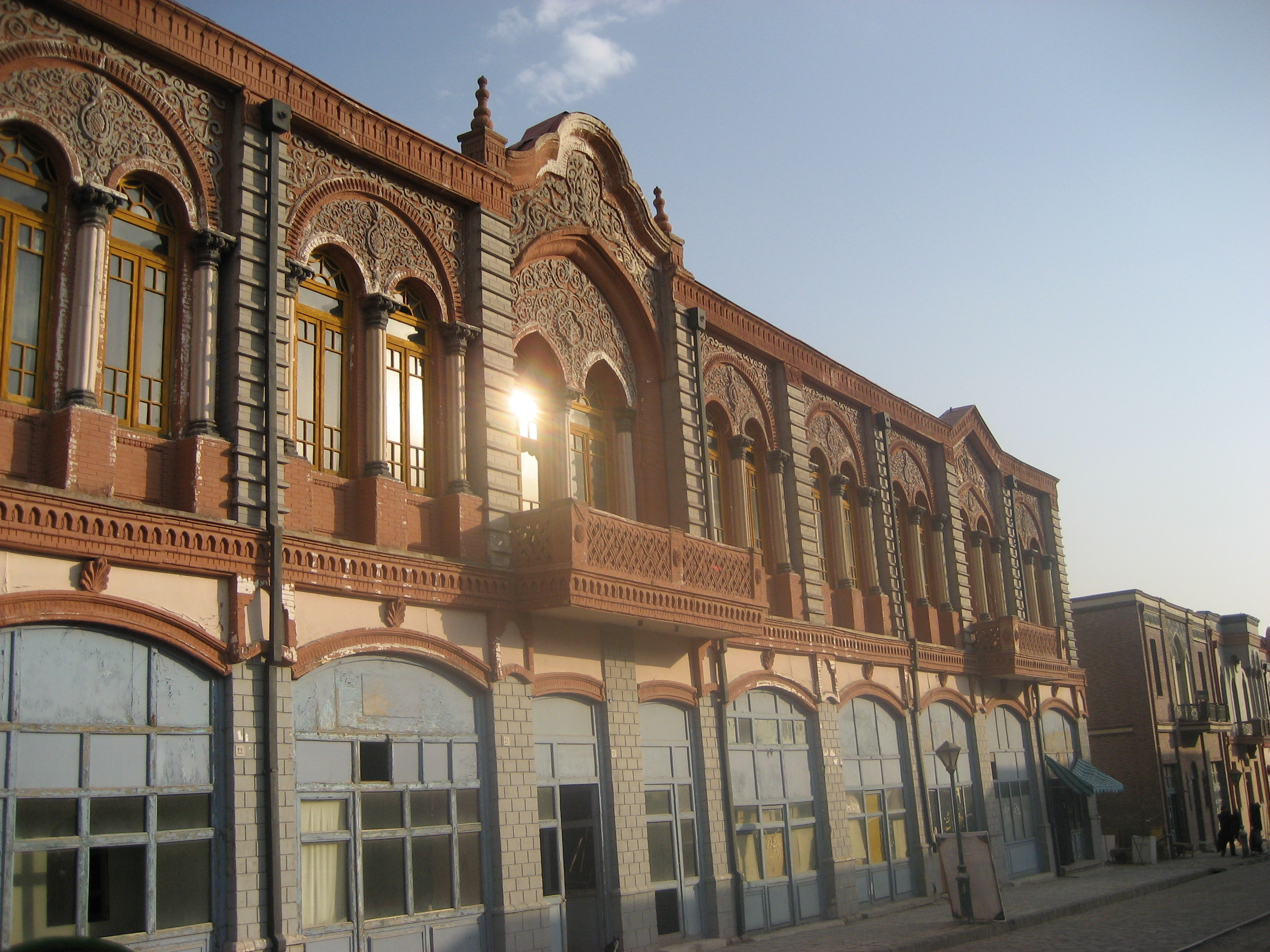
Ghazalis filmstad.

Ghazalis filmstad (persiska: شهرک سینمایی غزالی) byggdes år 1979 i västra Teheran som ett projekt av Ali Hatami, som var en iransk regissör, tillsammans med italienska experter och designers från Cinecittà.

## Bilder

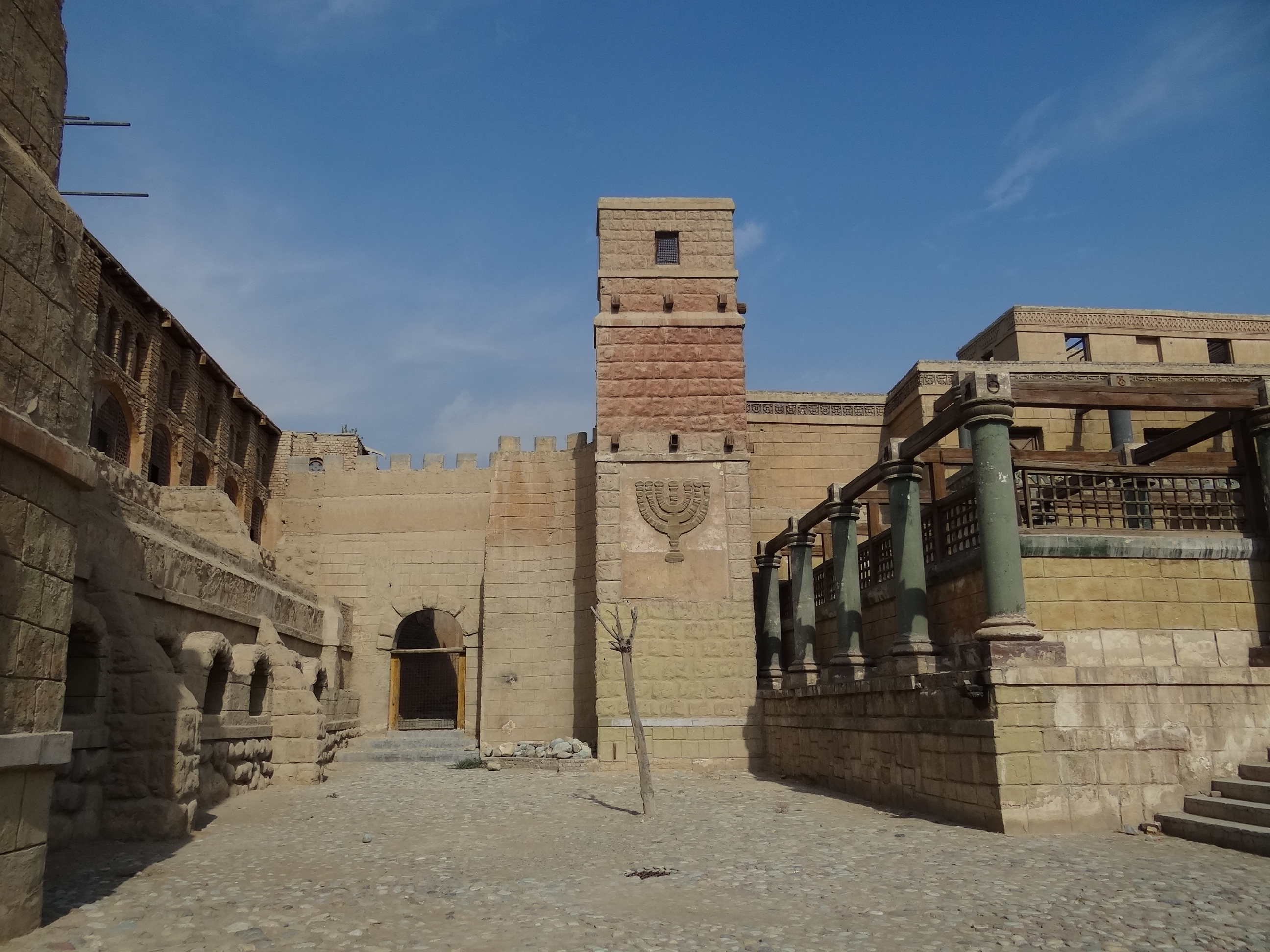
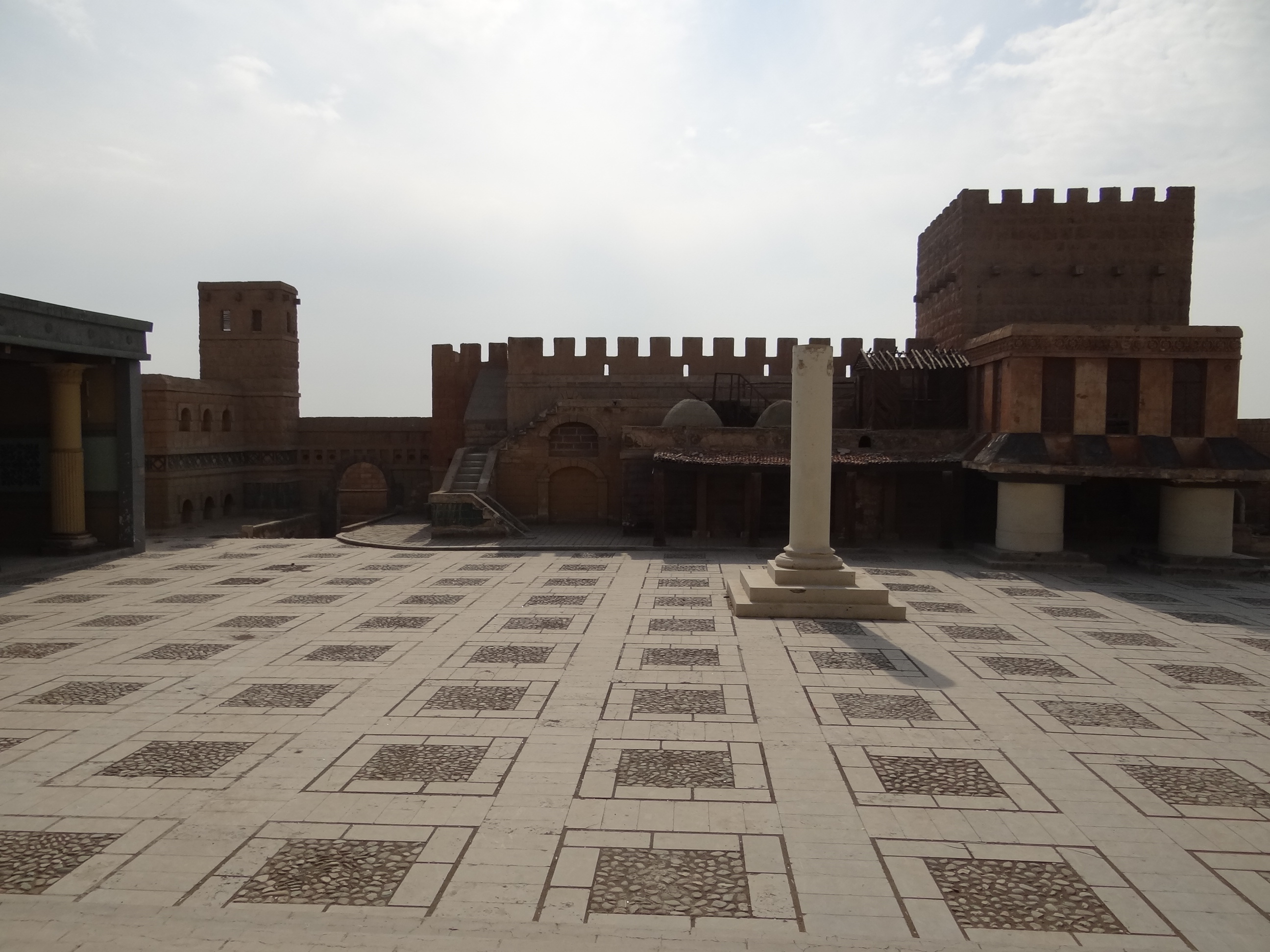
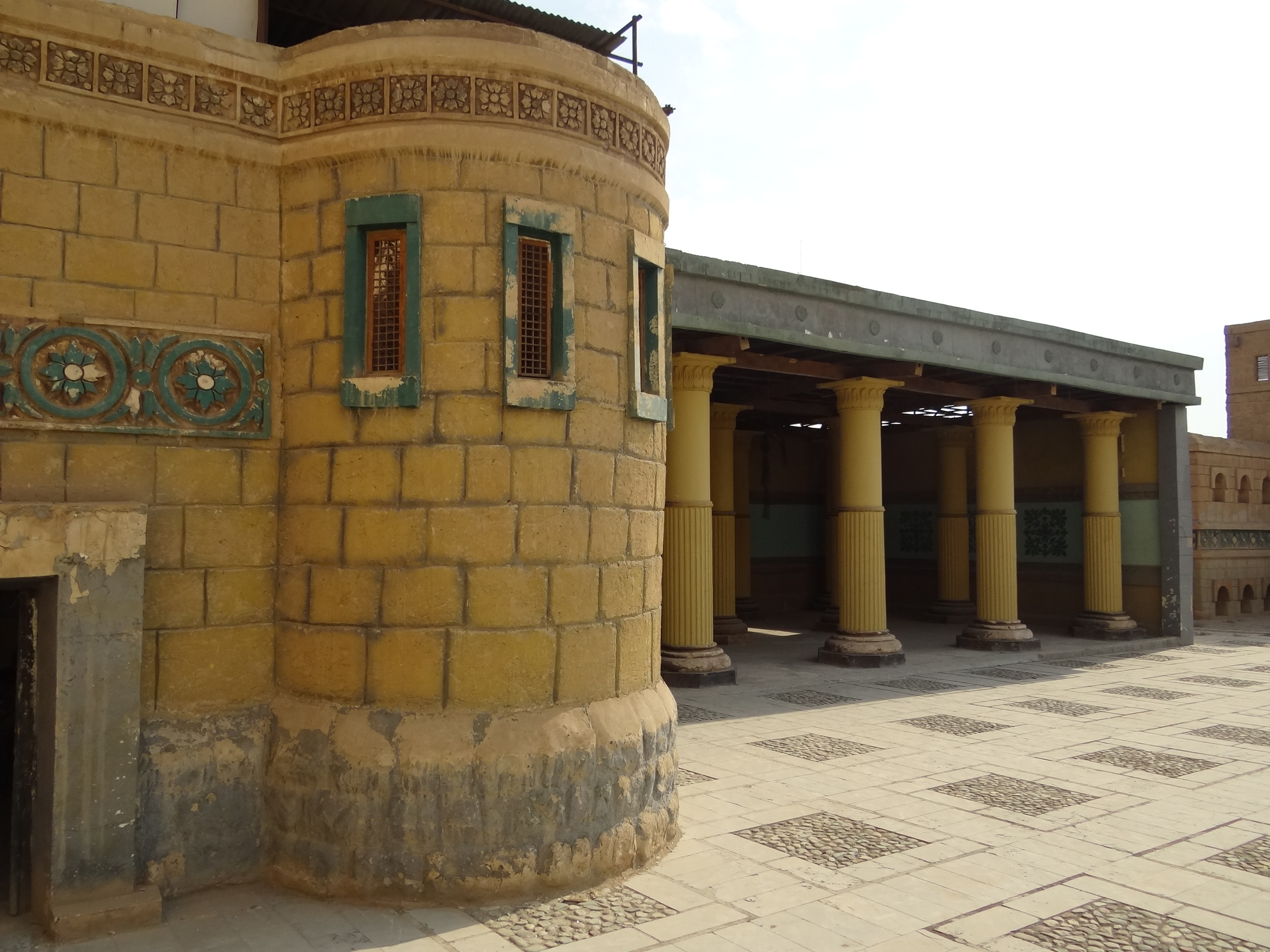
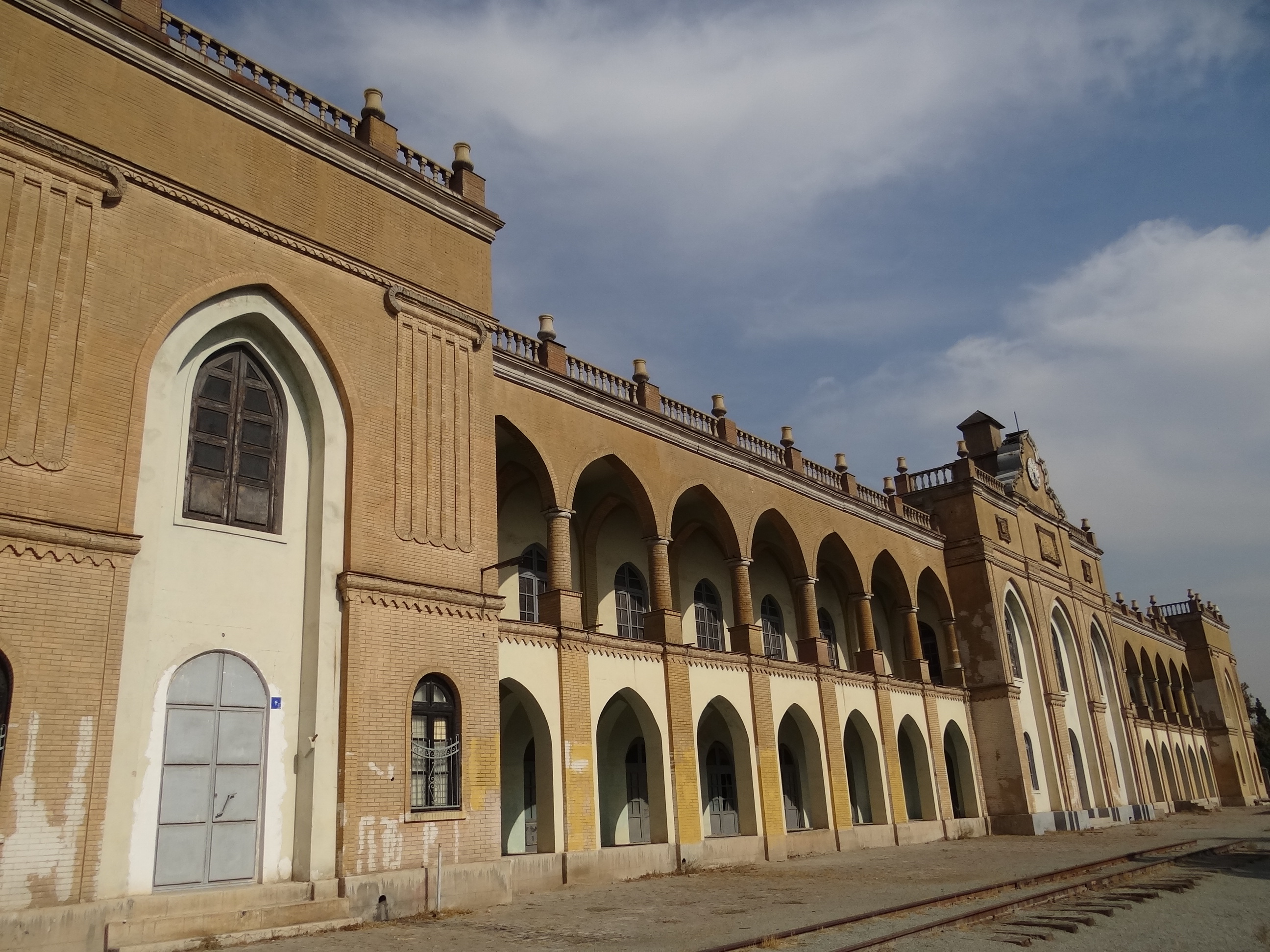